# Chrząszcze Boliwii
Chrząszcze Boliwii, koleopterofauna Boliwii– ogół taksonów owadów z rzędu chrząszczy (Coleoptera), których występowanie stwierdzono na terenie Boliwii.
lista nie jest kompletna

## Chrząszcze wielożerne(Polyphaga)

### Brachyceridae
W Boliwii stwierdzono m.in:

- Argentinorhynchus breyeri
- Argentinorhynchus bruchi
- Argentinorhynchus squamosus
- Bagoidellus vernicatus
- Bagoidus sulcirostris
- Cyrtobagous salviniae
- Helodytes foveolatus
- Helodytes litus
- Hypselus seniculus
- Lissorhoptrus bosqi
- Lissorhoptrus carinirostris
- Lissorhoptrus gracilipes
- Lissorhoptrus lepidus
- Lissorhoptrus tibialis
- Neochetina affinis
- Neochetina bruchi
- Neochetina confusor
- Neochetina eichhorniae
- Neochetina ventralis
- Neohydronomus affinis
- Neohydronomus pulchellus
- Ochetina bruchi
- Ochetina uniformis
- Onychylis argentinensis
- Onychylis cretatus
- Onychylis vulgatus
- Oryzophagus oryzae
- Penestes alternans
- Penestes squamulatus
- Tanysphiroideus parvulus

### Brentidae
W Boliwii stwierdzono m.in:
- Apion heydeni
- Apion luteirostre
- Apion tucumanense

### Kapturnikowate(Bostrichidae)
W Boliwii stwierdzono m.in:
- Dominikia laminifer
- Dominikia trimorpha
- Dominikia uncinata
- Dysides obscurus
- Lyctus simplex
- Melalgus gracilipes
- Melalgus rufipes
- Micrapate scabrata
- Polycaon chilensis
- Sinocalon vestitum
- Xyloprista hexacantha
- Xyloprista praemorsa

### Kózkowate(Cerambycidae)
W Boliwii stwierdzono m.in:

#### Disteniinae
- Abauba mediorufovittata
- America solangeae
- Cupecuara argodi
- Cupecuara soledari
- Distenia chaparensis
- Distenia angustata
- Distenia charynae
- Distenia cinctipennis
- Distenia mermudesi
- Distenia suturalis
- Novantinoe germaini
- Novantinoe pegnai

#### Dylążowe(Prioninae)
- Andinotrichoderes pellitus
- Callipogon armillatum
- Calocomus desmaresti
- Calocomus morosus
- Calocomus rodingeri
- Chariea cyanea
- Charmallaspis pulcherrima
- Chorenta reticulatus
- Ctenoscelis coeus
- Hileolaspis auratus
- Hovorodon santacruzensis
- Hovorelus splendidus
- Macrodontia cervicornis
- Macrodontia crenata
- Macrodontia dejeani
- Macrodontia zischkai
- Mallaspis scutellaris
- Mallodon baiulus
- Mallodon spinibarbis
- Myzomorphus amabilis
- Orthomegas cinnamomeus
- Orthomegas frischeiseni
- Physopleurus amazonicus
- Physopleurus exiguus
- Physopleurus longiscapus
- Poecilopyrodes pictus
- Prionacalus woytkowskii
- Psalidognathus friendi
- Psalidognathus superbus
- Sarifer flavirameus
- Strongylaspis bolivianus
- Seticeros aquilus
- Seticeros tunupai
- Spiloprionus sericeomaculatus
- Strongylaspis christianae

#### Kózkowe(Cerambycinae)
- Acaua exotica
- Achryson immaculipenne
- Achryson lineolatum
- Achryson lutarium
- Achryson maculatum
- Achryson maculipenne
- Achryson pictum
- Achryson surinamum
- Achryson undulatum
- Achryson unicolor
- Achryson uniforme
- Acyphoderes abdominalis
- Acyphoderes amboroensis
- Acyphoderes aurulenta
- Acyphoderes carinicollis
- Acyphoderes crinita
- Acyphoderes rubrohirsutotibialis
- Aechmutes boliviensis
- Aechmutes lycoides
- Aechmutes subandinus
- Aetheibidion hirtellum
- Aerenea bimaculata
- Aerenea brunnea
- Aerenea flavolineata
- Aerenea quadriplagiata
- Aerenea tuberculata
- Agaone peruviensis
- Aglaoschema haemorrhoidale
- Aglaoschema prasinipenne
- Aglaoschema ventrale
- Alastos batesi
- Alastos pascoei
- Aleiphaquilon castaneum
- Aleiphaquilon plaumanni
- Aleiphaquilon rugosum
- Aleiphaquilon tasyba
- Aleiphaquilon tricolor
- Ambonus albomaculatus
- Ambonus distinctus
- Ambonus electus
- Ambonus interrogationis
- Ambonus lippus
- Amborotragus vestigiepimeron
- Amethysphaerion
- Amorupi hudepohli
- Amphelictus castaneus
- Amphelictus hispidus
- Amphelictus scabrosus
- Amphelictus secus
- Amyipunga armaticollis
- Ancylodonta apipema
- Ancylosternus morio albicornis
- Anelaphus souzai
- Aneuthetochorus conjunctus
- Andraegoidus fabricii
- Andraegoidus richteri
- Andraegoidus rufipes
- Andraegoidus translucidus
- Andraegoidus variegatus
- Anomalotragus morrisi
- Anomalotragus recurvielytra
- Anoplomerus rotundicollis
- Antennommata costata
- Antennaerenea niveosignata
- Aposphaerion nigritum
- Aposphaerion punctulatum
- Aposphaerion unicolor
- Appula aliena
- Appula argenteoapicalis
- Appula diamantinensis
- Appula melancholica
- Appula nigripes
- Argentinoeme schulzi
- Argyrodines aurivillii
- Aruama viridis
- Atenizus plaumanni
- Atharsus nigricauda
- Austroeme gentilis
- Ayriclytus bolivianus
- Batus barbicornis
- Beraba cheilaria
- Beraba limpida
- Beraba pallida
- Beraba tate
- Blabia galba
- Blabia similis
- Blabicentrus alberti
- Blabicentrus bellus
- Blabicentrus capixaba
- Bomarion achrostum
- Bomarion amborense
- Bomarion aureolatum
- Bomarion carenatum
- Bomarion caudatum
- Brachylophora auricollis
- Brechmoidion separatum
- Callancyla bimaculata
- Callancyla croceicollis
- Callichroma iris trilineatum
- Callichroma seiunctum
- Callichroma sericeum
- Callichroma velutinum
- Callideriphus grossipes
- Caprichasia serjaniaphila
- Carneades nigrosignata
- Carneades vittata
- Carterica mima
- Carterica mucronata
- Carterica soror
- Carterica tricuspis
- Ceiupaba lineata
- Centrocerum elegans
- Ceragenia bicornis
- Ceralocyna margareteae
- Ceralocyna nigricollis
- Cevaeria estebani
- Chevrolatella tripunctata
- Chlorethe ingae
- Chlorida festiva
- Chlorida spinosa
- Closteropus herteli
- Chrysaethe amboroensis
- Chrysaethe aurata
- Chrysaethe lazzoi
- Chrysaethe ochraceicollis
- Chrysoprasis airi
- Chrysoprasis aureicollis
- Chrysoprasis aurigena
- Chrysoprasis basalis
- Chrysoprasis concolor
- Chrysoprasis festiva
- Chrysoprasis hypocrita
- Chrysoprasis morana
- Chrysoprasis sapphirina
- Chrysoprasis sobrina
- Chrysoprasis tobiuna
- Chrysoprasis tybyra
- Chrysoprasis valida
- Chydarteres dimidiatus
- Chydarteres dimidiatus
- Chydarteres striatus schaeferi
- Cicatrisestola flavicans
- Cicatrisestola humeralis
- Cicuiara nitidula
- Cicuiara striata
- Clepitoides anae
- Clepitoides gerardi
- Clepitoides neei
- Cnemidochroma buckleyi
- Coccoderus amazonicus
- Coccoderus biguttatus
- Coleoxestia atrata
- Coleoxestia corvina
- Coleoxestia denticornis
- Coleoxestia ebenina
- Coleoxestia errata
- Coleoxestia femorata
- Coleoxestia glabripennis
- Coleoxestia julietae
- Coleoxestia nigripes
- Coleoxestia olivieri
- Coleoxestia polita
- Coleoxestia pubicornis
- Coleoxestia rufosemivittata
- Coleoxestia waterhousei
- Colobothea appendiculata
- Colobothea assimilis
- Colobothea berkovi
- Colobothea bicuspidata
- Colobothea biguttata
- Colobothea bisignata
- Colobothea boliviana
- Colobothea brullei
- Colobothea declivis
- Colobothea discicollis
- Colobothea dostalbergeri
- Colobothea emarginata
- Colobothea hirtipes
- Colobothea larriveei
- Colobothea lunulata
- Colobothea macularis
- Colobothea meleagrina
- Colobothea naevigera
- Colobothea pictilis
- Colobothea plagiata
- Colobothea plebeja
- Colobothea rubroornata
- Colobothea simillima
- Colobothea sordida
- Colobothea sublunulata
- Colobothea varia
- Colobothea wappesi
- Compsa amoena
- Compsa multiguttata
- Compsa nebulosa
- Compsa quadriguttata
- Compsibidion callispilum
- Compsibidion campestre
- Compsibidion circunflexum
- Compsibidion fairmairei
- Compsibidion graphicum
- Compsibidion ilium
- Compsibidion maronicum
- Compsibidion reichardti
- Compsibidion sommeri
- Compsibidion thoracicum
- Compsibidion truncatum
- Compsibidion vanum
- Compsibidion ybyra
- Compsocerus proximus
- Compsocerus violaceus
- Compsosoma monnei
- Compsosoma nubilum
- Coremia plumipes
- Corimbion nigroapicatum
- Cosmisoma ammiralis
- Cosmisoma argyreum
- Cosmisoma ochraceum
- Cosmoplatidius abare
- Cosmoplatidius lycoides
- Cosmoplatidius simulans
- Cosmoplatus peruvianus
- Cotyclytus sobrinus
- Cotyclytus stillatus
- Cotynessa abatinga
- Cotyperiboeum antennarium
- Criodion cinereum
- Criodion torticolle
- Criodion tuberculatum
- Ctenoplon x-littera
- Cupanoscelis clavipes
- Cupanoscelis heteroclita
- Curtomerus lingafelteri
- Curtomerus purus
- Curuapira apyama
- Cycnidolon apicale
- Cycnidolon binodosum
- Cycnidolon clarkei
- Cycnidolon gounellei
- Cycnidolon immaculatum
- Cycnidolon obliquum
- Cycnidolon phormesioides
- Cycnidolon praecipuum
- Cycnidolon sericeum
- Cycnoderus tenuatus
- Cyrtinus meridialis
- Deltosoma lacordairei
- Deltosoma xerophila
- Desmiphora apicata
- Desmiphora barbata
- Desmiphora boliviana
- Desmiphora cirrosa
- Desmiphora compacta
- Desmiphora compta
- Desmiphora cucullata
- Desmiphora decora
- Desmiphora dozieri
- Desmiphora fasciculata
- Desmiphora fasciola
- Desmiphora hirticollis
- Desmiphora intonsa
- Desmiphora lateralis
- Desmiphora pallida
- Desmiphora senicula
- Diasporidion argentinense
- Dicranoderes annulatus
- Dihammaphora auricollis
- Dihammaphora chaquensis
- Dihammaphora gracicollis
- Dihammaphora peruviana
- Dilocerus brunneus
- Dilocerus marinonii
- Diorus biapiculatus
- Diploschema mandibulare
- Diploschema weyrauchi
- Dirocoremia simplicipes
- Dodecaibidion bolivianum
- Dolichestola densepunctata
- Dolichestola nigricornis
- Dorcacerus barbatus
- Dragomiris quadricornutus
- Dragoneutes baculus
- Drychateres bilineatus
- Eburella longicollis
- Eburella pinima
- Eburella pumicosa
- Eburia pilosa
- Eburodacrys apua
- Eburodacrys assimilis
- Eburodacrys campestris
- Eburodacrys crassimana
- Eburodacrys cunusaia
- Eburodacrys curialis
- Eburodacrys dubitata
- Eburodacrys elegantula
- Eburodacrys errata
- Eburodacrys flexuosa
- Eburodacrys fortunata
- Eburodacrys fraterna
- Eburodacrys gaucha
- Eburodacrys granipennis
- Eburodacrys havanensis
- Eburodacrys inaequalis
- Eburodacrys lanei
- Eburodacrys lepida
- Eburodacrys lugubris
- Eburodacrys martinezi
- Eburodacrys nemorivaga
- Eburodacrys notula
- Eburodacrys pumila
- Eburodacrys putia
- Eburodacrys quadridens
- Eburodacrys raripila
- Eburodacrys rufispinis
- Eburodacrys sanguinipes
- Eburodacrys seabrai
- Eburodacrys sexguttata
- Eburodacrys stahli
- Eburodacrys sulfurifera
- Eburodacrys sulphureosignata
- Eburodacrys superba
- Eburodacrys truncata
- Eburodacrys vittata
- Eburodacrys xirica
- Eburodacrystola pickeli
- Eclipta discolor
- Ecliptoides julietae
- Ecliptoides pseudovicinus
- Ecliptoides titoi
- Ecliptoides vargasi
- Ecoporanga achira
- Ectenessa ornatipennis
- Ectenessa quadriguttata
- Ectenessa spinipennis
- Ectenessa villardi
- Ectenessa zamalloae
- Ectenessidia nigriventris
- Ectenessidia varians
- Engyum fasciatum
- Engyum quadrinotatum
- Engyum virgulatum
- Epacroplon armatipes
- Ephippiotragus thomasi
- Ephippiotragus wappesi
- Epimelitta barbicrus
- Epimelitta manni
- Epropetes bolivianus
- Eriocharis lanaris
- Eriphus clarkei
- Eriphus dimidiatus
- Eriphus haematoderus
- Eriphus longicollis
- Erlandia inopinata
- Erosida delia
- Erosida formosa
- Erosida gratiosa
- Erythroplatys boliviensis
- Erythroplatys corallifer
- Erythroplatys simulator
- Erythropterus boliviensis
- Erythropterus kochi
- Erythropterus urucuri
- Estola albicans
- Estola basiflava
- Estola boliviana
- Estola cinerea
- Estola cuneata
- Estola daidalea
- Estola flavolineata
- Estola fuscodorsalis
- Estola fuscomarmorata
- Estola fuscopunctata
- Estola marmorata
- Estola nodicollis
- Estola obscuroides
- Estola subannulicornis
- Estola timbauba
- Estolomimus abjunctus
- Ethemon basale
- Ethemon imbasale
- Ethemon iuba
- Etymosphaerion unicolor
- Euderces dilutus
- Euestola obliqua
- Eupempelus illuminus
- Eupogonius nigrinus
- Eupogonius yeiuba
- Eurymerus eburioides
- Eurysthea hirca
- Eurysthea magnifica
- Eurysthea martinsi
- Eurysthea nicolai
- Eurysthea sordida
- Eurysthea subandina
- Eusapia amazonica
- Eusphaerium purpureum
- Exallancyla tuberculicollis
- Galissus cyaneipennis
- Gigantotrichoderes conicicollis
- Glyptoscapus vanettii
- Gnomibidion digrammum
- Gnomibidion fulvipes
- Gnomibidion translucidum
- Gnomidolon bellulus
- Gnomidolon bipartitum
- Gnomidolon bonsae
- Gnomidolon conjugatum
- Gnomidolon cruciferum
- Gnomidolon friedi
- Gnomidolon fuchsi
- Gnomidolon gemuseusi
- Gnomidolon grantsaui
- Gnomidolon melanosomum
- Gnomidolon musivum
- Gnomidolon nanum
- Gnomidolon pallidicauda
- Gnomidolon parallelum
- Gnomidolon picipes
- Gnomidolon pictum
- Gnomidolon proseni
- Gnomidolon proximum
- Gnomidolon pulchrum
- Gnomidolon rubricolor
- Gnomidolon subfasciatum
- Gnomidolon varians
- Gnomidolon wappesi
- Goatacara boliviana
- Gorybia abnormalis
- Gorybia alveolata
- Gorybia asyka
- Gorybia florida
- Gorybia guenda
- Gorybia inarmata
- Gorybia instita
- Gorybia invicta
- Gorybia longithorax
- Gorybia picturata
- Gorybia quadrispinosa
- Gorybia semiopaca
- Gorybia suturella
- Gorybia tuberosa
- Gorybia veneficella
- Gorybia wappesi
- Grupiara viridis
- Hadroibidion nanum
- Haenkea zischkai
- Haruspex bivittis
- Haruspex lineolatus
- Haruspex mentitus
- Haruspex quadripustulatus
- Hemilissa cornuta
- Hemilissa emblema
- Hemilissa gummosa
- Hemilissa quadrispinosa
- Hemilissa sulcicollis
- Hespereburia brachypa
- Hesperophymatus chydaeus
- Heterachthes annulicornis
- Heterachthes congener
- Heterachthes ebenus
- Heterachthes exiguus
- Heterachthes gutta
- Heterachthes plagiatus
- Heterachthes sejunctus
- Heterachthes similis
- Heterachthes tenellus
- Heterachthes tysiphonis
- Heterachthes unituberosus
- Heterachthes v-flavus
- Heterachthes xyleus
- Heterocompsa eburata
- Heterocompsa seabrai
- Hexoplon annulatum
- Hexoplon bellulum
- Hexoplon carissimum
- Hexoplon integrum
- Hexoplon juno
- Hexoplon speciosum
- Hexoplon uncinatum
- Hirtobrasilianus matogrossensis
- Ibypeba camiri
- Inermestoloides rumuara
- Iquiracetima rana
- Iquiracetima tuberosa
- Ironeus pulcher
- Ischionodonta iridipennis
- Ischionodonta serratula
- Ischionodonta versicolor
- Ischnolea bicolorata
- Ischnolea bimaculata
- Ischnolea flavinota
- Ischnolea modesta
- Ischnolea piim
- Ischnolea singularis
- Ischnoleomimus excavatus
- Ischnoleomimus foveatus
- Isostenygra monnei
- Isthmiade ichneumoniformis
- Isthmiade laevicollis
- Isthmiade mariahelenae
- Isthmiade martinsi
- Isthmiade planifrons
- Isthmiade zamalloae
- Itaclytus tumulifer
- Iuaca nigromaculata
- Juiaparus batus batus
- Juiaparus lasiocerus
- Juiaparus mexicanus
- Jupoata costalimai
- Jupoata divaricata
- Jupoata rufipennis
- Kalore asanga
- Laedorcari fulvicollis
- Lanephus njumanii
- Lathusia ferruginea
- Lissonotus fallax
- Lissonotus flabellicornis
- Lissonotus flavocinctus
- Lissonotus princeps
- Lissonotus unifasciatus
- Listroptera carbonaria
- Listroptera tenebricosa
- Macroeme priapica
- Macroeme similis
- Malacopterus tenellus
- Mallocera amazonica
- Mallocera ramosa
- Mallocera umbrosa
- Mallosoma zonatum
- Malthonea albomaculata
- Malthonea ruficornis
- Marauna punctatissima
- Martinsellus signatus
- Martinsia scabrosa
- Marupiara castanea
- Mephritus blandus
- Mephritus quadrimaculatus
- Metacriodion pictum
- Mecometopus polygenus
- Mecometopus wallacei
- Megacyllene abnormis
- Megacyllene acuta
- Megacyllene angulata
- Megacyllene horioni
- Megacyllene magna
- Megacyllene mellyi
- Megacyllene multiguttata
- Megacyllene neblinosa
- Megacyllene nebulosa
- Megacyllene proxima
- Megacyllene quinquefasciata
- Megaderus stigma
- Megapedion lefebvrei
- Meringodes solangeae
- Merionoedopsis brevipennis
- Meryeurus servillei
- Microibidion mimicum
- Micropsyrassa meridionalis
- Mimasyngenes lepidotus
- Mimasyngenes lineatipennis
- Mimasyngenes multisetosus
- Mimasyngenes venezuelensis
- Mimasyngenes ytu
- Minibidion argenteum
- Minibidion minimum
- Minibidion perfectum
- Minibidion rurigena
- Minibidion tricolor
- Minibidion unifasciatum
- Minipsyrassa bicolor
- Mionochroma aureotinctum
- Mionochroma electrinum
- Mionochroma rufitarsis
- Mionochroma subaurosum
- Miriclytus miri
- Miriclytus triangularis
- Monneellus rhodopus
- Monneus longiventris
- Neochrysoprasis zajciwi
- Neocompsa albopilosa
- Neocompsa lenticula
- Neocompsa lineolata
- Neocompsa mimosa
- Neocompsa vogti
- Neoclytus pusillus
- Neoclytus rufus
- Neocorus diversipennis
- Neocorus ibidionoides
- Neoeme annulicornis
- Neoeme bouvieri
- Neoeme hudepohli
- Neoregostoma bettelai
- Neoregostoma giesberti
- Neotropidion nodicolle
- Nephalius spiniger
- Nothoprodontia boliviana
- Notosphaeridion scabrosum
- Nyssicostylus paraba
- Nyssicus contaminatus
- Nyssicus rosalesi
- Obrium cicatricosum
- Obrium trifasciatum
- Obrium vicinum
- Ocroeme recki
- Odontocera auropilosa
- Odontocera baeri
- Odontocera chrysostetha
- Odontocera compressipes
- Odontocera fasciata
- Odontocera furcifera
- Odontocera globicollis
- Odontocera hilaris
- Odontocera mellea
- Odontocera quinquecallosa
- Ommata andina
- Ommata buddemeyerae
- Ommata elegans
- Ophtalmoplon inerme
- Opsibidion albinum
- Ophtalmibidion tetrops
- Ornistomus bicinctus
- Ornistomus simulatrix
- Orthostoma abdominale
- Oxycoleus cyaneus
- Oxycoleus flavipes
- Oxylopsebus brachypterus
- Oxymerus aculeatus
- Oxymerus basalis
- Oxymerus chevrolatii
- Oxymerus luteus
- Ozodes infuscatus
- Ozodes malthinoides
- Palpibidion minimum
- Panchylissus cyaneipennis
- Panegyrtes apicale
- Panegyrtes bifasciatus
- Panegyrtes clarkei
- Panegyrtes delicatus
- Panegyrtes lactescens
- Panegyrtes varicornis
- Pantomallus proletarius
- Pantomallus reclusus
- Pantomallus rugosus
- Pantomallus titinga
- Pantomallus tristis
- Pantonyssus bitinctus
- Pantonyssus nigriceps
- Paracompsa latifascia
- Paradesmiphora amazonica
- Paraeclipta cabrujai
- Paraeclipta clementecruzi
- Paraeclipta croceicornis
- Paraeclipta kawensis
- Paraeclipta melgarae
- Paraeclipta moscosoi
- Paraeclipta tomhacketti
- Paramartinsia quadrimaculata
- Paranyssicus conspicillatus
- Parischnolea excavata
- Parischnolea jatai
- Parommidion extricatum
- Periboeum aduncum
- Periboeum bolivianum
- Periboeum obscuricorne
- Periboeum ocellatum
- Periboeum paucispinum
- Periboeum piliferum
- Periboeum pubescens
- Periboeum spinosum
- Periboeum terminatum
- Periboeum umbrosum
- Perissomerus hilairei
- Perissomerus rubrus
- Phaedinus hirtipes
- Phaedinus lanio
- Phaedinus pictus
- Pharcidodes suturalis
- Phocibidion erythrocephalum
- Phocibidion pulcherrimum
- Phoracantha semipunctata
- Phoenidnus lissonotoides
- Phygopoda albitarsis
- Pibanga costulata
- Pibanga jacareacanga
- Pibanga ochropyga
- Piezarina smaragdina
- Piezasteria sternalis
- Piezocera ataxia
- Piezocera flavipennis
- Piezophidion intricatum
- Piezophidion punctatum
- Pirangoclytus chaparensis
- Pirangoclytus fraternus
- Pirangoclytus granulipennis
- Pirangoclytus laetus
- Pirangoclytus latecinctus
- Pirangoclytus purus
- Pirangoclytus sulphurosus
- Placoeme wappesi
- Pleiarthrocerus opacus
- Plocaederus bipartitus
- Plocaederus confusus
- Plocaederus fasciatus
- Plocaederus glabricollis
- Plocaederus pactor
- Plocaederus plicatus
- Plocaederus rusticus
- Poecilopeplus intricatus
- Poeciloxestia hirsutiventris
- Poeciloxestia lanei
- Poeciloxestia lateralis
- Poeciloxestia melzeri
- Poeciloxestia rugosicollis
- Poeciloxestia sagittaria
- Poeciloxestia suturalis
- Polyschisis rufitarsalis
- Praxithea derourei
- Praxithea fabricii
- Praxithea travassosi
- Priscilla hypsiomoides
- Pronoplon rubriceps
- Pronuba dorilis
- Pronuba lenkoi
- Prothoracibidion xanthopterum
- Protomallocera hilairei
- Protosphaerion pictum
- Protosphaerion punctatum
- Protosphaerion signatipenne
- Protosphaerion variabile
- Pseudacorethra zischkai
- Pseudagaone suturafissa
- Pseudestola densepunctata
- Psiloibidion leucogramma
- Psygmatocerus wagleri
- Pteroplatus anchora
- Puanama sara
- Pubescibidion pubescens
- Pygmodeon involutum
- Pygmodeon m-littera
- Pygmodeon maculatum
- Ranqueles gounellei
- Retrachydes thoracicus
- Rhinotragus antonioi
- Rhinotragus apicalis
- Rhinotragus bizonatus
- Rhinotragus dorsiger
- Rhinotragus lucasii
- Rhinotragus monnei
- Rhomboidederes iuba
- Rhomboidederes minutus
- Rhopalessa pilosicollis
- Rhopalessa subandina
- Rhopalophora collaris
- Rhysium bimaculatum
- Rhysium spilotum
- Rierguscha bicolor
- Rierguscha florida
- Sangaris cancellata
- Scapanopygus cinereus
- Sepaicutea costata
- Smodicum angusticolle
- Smodicum longicorne
- Smodicum semipubescens
- Solangella lachrymosa
- Sparna lycoides
- Sphaerion cyanipenne
- Sphaerion inerme
- Sphaerion lentiginosum
- Sphaerion sladeni
- Sphagoeme nigrotibialis
- Sphagoeme sahlbergi
- Sphallotrichus bidens
- Sphallotrichus sericeotomentosus
- Sphecomorpha murina
- Sphecomorpha rufa
- Spinoplon tutoia
- Stenaspis superba
- Stenoidion apicatum
- Stenoidion corallinum
- Stenophantes longipes
- Stenopseustes lingafelteri
- Stenygra cosmocera
- Stenygra setigera
- Sthelenus ichneumoneus
- Stereomerus lineatus
- Sternacanthus picicornis
- Stizocera armata
- Stizocera boyi
- Stizocera consobrina
- Stizocera delicata
- Stizocera fragilis
- Stizocera ichilo
- Stizocera lissonota
- Stizocera juati
- Stizocera meinerti
- Stizocera plicicollis
- Stizocera plumbea
- Stizocera poeyi
- Stizocera sublaevigata
- Stizocera tristis
- Streptolabis hispoides
- Stultutragus crotonaphilus
- Stultutragus maytaybaphilus
- Styliceps striatus
- Susuacanga octoguttata
- Susuacanga unicolor
- Sydax stramineus
- Tapuruia felisbertoi
- Temnopis castanea
- Temnopis latifascia
- Temnopis oculata
- Terpnissa listropterina
- Tessaropa boliviana
- Tetraibidion aurivillii
- Tetraibidion concolor
- Tetraopidion geminatum
- Tetraopidion mucoriferum
- Tetraopidion tetraophtalmum
- Tetroplon caudatum
- Thelgetra adusta
- Thoracibidion fasciiferum
- Thoracibidion flavopictum
- Thoracibidion insigne
- Thoracibidion striatocolle
- Thyellocerus fulgidipennis
- Thyrsia piranga
- Tippmannia bucki
- Tobipuranga ruficoxis
- Tomopterchasia sullivanorum
- Tomopterus basimaculatus
- Tomopterus consobrinus
- Tomopterus larroides
- Tomopterus similis
- Tomopterus staphylinus
- Torneutes pallidipennis
- Trachelissa maculicollis
- Trachyderes cingulatus
- Trachyderes distinctus
- Trachyderes leptomerus
- Trachyderes succinctus
- Trachyderomorpha notabilis
- Tricheurymerus obscurus
- Tricheurymerus quadristigma
- Tropidion boliviensis
- Tropidion castaneum
- Tropidion contortum
- Tropidion ecoparaba
- Tropidion elegans
- Tropidion epaphum
- Tropidion erythrurum
- Tropidion fairmairei
- Tropidion festivum
- Tropidion flavipes
- Tropidion flavum
- Tropidion fuscipenne
- Tropidion hermione
- Tropidion investitum
- Tropidion lepidum
- Tropidion ochraceum
- Tropidion personatum
- Tropidion pictipenne
- Tropidion praecipuum
- Tropidion pusillum
- Tropidion rubricatum
- Tropidion signatum
- Tropidion sipolisi
- Tropidion subcruciatum
- Tropidion supernotatum
- Tropidion tymauna
- Tropidion validum
- Tropidion zonapterum
- Unaiuba pinima
- Uncieburia nigricans
- Uncieburia rogersi
- Unelcus bolivianus
- Unelcus lineatus
- Weyrauchia marinezae
- Xenambyx lansbergei
- Xestiodion annulipes
- Ygapema boliviana
- Zathecus graphite

#### Pędele(Parandrinae)
- Birandra silvaini
- Parandra conspicua
- Parandra glabra
- Parandra thomasi
- Parandra longicollis
- Parandra polita

#### Zgrzypikowe(Lamiinae)
- Acanthoderes daviesii
- Acanthoderes latevittatus
- Acanthoderes rufofemorata
- Acanthoderes thammi
- Acanthoderes zischkai
- Acanthoderes thoracica
- Acestrilla minima
- Acrocinus longimanus
- Adesmus charis
- Adesmus divus
- Adesmus nevisi
- Adesmus temporalis
- Adesmus tribalteatus
- Adesmus vilhena
- Adetus abruptus
- Adetus analis
- Adetus angustus
- Adetus atomarius
- Adetus bacillarius
- Adetus basalis
- Adetus cacapira
- Adetus cecamirim
- Adetus cylindricus
- Adetus fuscoapicalis
- Adetus inca
- Adetus latericius
- Adetus marmoratus
- Adetus praeustus
- Adetus pulchellus
- Adetus punctatus
- Adetus similis
- Adetus spinipennis
- Aegoschema moniliferum
- Aerenica canescens
- Aerenicopsis angaibara
- Aerenicopsis malleri
- Aerenicopsis perforata
- Aerenicopsis rufoantennata
- Aerenicopsis singularis
- Aerenomera boliviensis
- Alcathousites superstes
- Alcidion humeralis
- Alcidion sulphurifer
- Alexera barii
- Alexera secunda
- Alloeomorphus formosus
- Alphus similis
- Alphus tuberosus
- Amniscites amboroensis
- Amniscites pictipes
- Amphicnaeia affinis
- Amphicnaeia armata
- Amphicnaeia flavofemorata
- Amphicnaeia lineata
- Amphicnaeia tate
- Anisocerus stellatus
- Anisolophia cultrifera
- Anisopodus affinis
- Anisopodus batesi
- Anisopodus conspersus
- Anisopodus elongatus
- Anisopodus haliki
- Anisopodus humeralis
- Anisopodus ligneus
- Anisopodus lignicola
- Anisopodus macropus
- Anisopodus melzeri
- Anisopodus phalangodes
- Anisopodus prolixus
- Anisopodus punctipennis
- Anisopodus strigosus
- Anobrium fasciatum
- Anobrium oberthuri
- Anobrium rugosicollis
- Anoreina piara
- Antodice abstrusa
- Antodice micromacula
- Antodice neivai
- Antodice opena
- Antodice pinima
- Antodice tricolor
- Antodice venustula
- Antodilanea auana
- Apagomera aereiventris
- Aphilesthes rustica
- Apoaerenica martinsi
- Apyratuca apiculata
- Asyngenes venezuelensis
- Ataxia cineracea
- Ataxia linearis
- Ataxia lineata
- Ataxia luteifrons
- Ataxia obscura
- Ataxia obtusa
- Ateralphus lacteus
- Ateralphus senilis
- Ateralphus subsellatus
- Ateralphus variegatus
- Atrypanius ambiguus
- Atrypanius conspersus
- Atrypanius implexus
- Atrypanius irrorellus
- Atrypanius remissus
- Atrypanius scitulus
- Bactriola achira
- Bactriola antennata
- Bactriola maculata
- Bactriola paupercula
- Bactriola vittulata
- Baryssinus bicirrifer
- Baryssinus huedepohli
- Baryssinus modestus
- Baryssinus silviae
- Bebelis acuta
- Bebelis aurulenta
- Bebelis cuprina
- Bebelis laetabilis
- Bebelis lignosa
- Bebelis modesta
- Bebelis occulta
- Bebelis picta
- Bebelis tagua
- Bisaltes adustus
- Bisaltes bilineellus
- Bisaltes bimaculatus
- Bisaltes brevicornis
- Bisaltes buquetii
- Bisaltes flaviceps
- Bisaltes fuscodiscalis
- Bisaltes monticola
- Bisaltes picticornis
- Bisaltes roseiceps
- Bisaltes spegazzinii
- Bisaltes stramentosus
- Bisaltes subreticulatus
- Brevoxathres albobrunneus
- Brevoxathres x-littera
- Caciomorpha genalis
- Cacostola apyraiuba
- Cacostola brasiliensis
- Cacostola sulcipennis
- Cacostola volvula
- Cacostola zanoa
- Chapareia pinima
- Callanga trichocera
- Callia argodi
- Callia boliviana
- Callia fulvocincta
- Callia potiaiuba
- Callia pulchra
- Callia rubristerna
- Callia tristis
- Calliphaula leucippe
- Callisema rufipes
- Canarana affinis
- Canarana brachialis
- Canarana marceloi
- Canarana roseicollis
- Canarana seminigra
- Carphina elliptica
- Carphina petulans
- Carphontes paradoxus
- Carphontes posticalis
- Catafimbria boliviana
- Cherentes niveilateris
- Cicatricallia cicatricosa
- Cicatrodea monima
- Cipriscola fasciata
- Clavidesmus funeraria
- Clavidesmus heterocerus
- Clavidesmus metallicus
- Cleodoxus carinatus
- Cobelura peruviana
- Colombicallia albofasciata
- Coroicoia ligata
- Cosmotoma adjuncta
- Cosmotoma suturalis
- Cosmotomidius egregius
- Cosmotomidius vincus
- Cotycicuiara boliviana
- Cotycicuiara latifascia
- Cotyzineus bruchi
- Cryptocranium cazieri
- Cryptocranium laterale
- Cuicirama spectabilis
- Cyclopeplus lacordairei
- Cylicasta parallela
- Dolichosybra tubericollis
- Dorcasta dasycera
- Dorcasta implicata
- Dryoctenes scrupulosus
- Drycothaea anteochracea
- Drycothaea brasiliensis
- Drycothaea maculata
- Dufauxia guaicurana
- Dufauxia thomasi
- Egalicia testacea
- Epectasis juncea
- Eponina breyeri
- Eranina humeralis
- Eranina piterpe
- Eranina porongaba
- Erphaea pumicosa
- Esthlogena foveolata
- Esthlogenopsis ochreoscutellaris
- Estoloderces luederwaldti
- Eucharitolus dorcadioides
- Eucharitolus geometricus
- Eucharitolus pulcher
- Eucharitolus spilotus
- Eudesmus ferrugineus
- Eudesmus grisescens
- Eumimesis decoratus
- Eumimesis trilineata
- Eupromerella clavator
- Eupromerella fuscicollis
- Eupromerella maculata
- Eupromerella nigroocellatus
- Eupromerella orbifera
- Eupromerella plaumanni
- Eupromerella propinqua
- Eupromerella pseudopropinquus
- Euteleuta fimbriata
- Euthima rodens
- Euthima variegata
- Eutrypanus dorsalis
- Eutrypanus triangulifer
- Exalphus biannulatus
- Exalphus foveatus
- Exalphus gounellei
- Exalphus guaraniticus
- Exalphus malleri
- Falsamblesthis taeniata
- Falsamblesthis unguicularis
- Fredlanea calliste
- Furona degenera
- Gagarinia melasma
- Glypthaga nearnsi
- Gounellea bruchi
- Graminea annulata
- Graminea hispida
- Graminea rubra
- Grammopsis clavigera
- Granastyochus elegantissimus
- Gryllica prava
- Hamatastus lemniscatus
- Harringtonia myia
- Helvina strandi
- Hemicladus thomsonii
- Hemiloapis yandaira
- Hemiloapis ybyra
- Hesycha biguttata
- Hesycha inermicollis
- Hesycha variabilis
- Hesychotypa aeropa
- Hesychotypa aotinga
- Hesychotypa balia
- Hesychotypa lirissa
- Hesychotypa magnifica
- Hippopsis apicalis
- Hippopsis fractilinea
- Hippopsis griseola
- Hippopsis lemniscata
- Hippopsis nigroapicalis
- Hippopsis ocularis
- Hippopsis prona
- Hippopsis pubiventris
- Hippopsis truncatella
- Hippopsis tuberculata
- Holoaerenica bistriata
- Holoaerenica punctata
- Hoplistocerus dichrous
- Hoplistocerus dives
- Hoplistocerus refulgens
- Hoplistonychus bondari
- Hydraschema leptostyla
- Hydraschema obliquevittata
- Hydraschema petila
- Hylettus coenobita
- Hylettus eremita
- Hylettus excelsus
- Hylettus seniculus
- Hyperplatys pusillus
- Hypselomus cristatus
- Hypsioma cariua
- Hypsioma gibbera
- Hypsioma lyca
- Hypsioma solangeae
- Hypsioma steinbach
- Iarucanga mimica
- Icimauna sarauaia
- Ipepo dilatatus
- Irundisaua lewisi
- Ischioloncha lanei
- Ischioloncha strandiella
- Isomerida albicollis
- Isomerida lineata
- Isomerida sergioi
- Itajutinga difficilis
- Ites chaparensis
- Jamesia globifera
- Lagocheirus plantaris
- Lapazina fuscipennis
- Lasiolepturges zikani
- Lathroeus oreoderoides
- Laticranium mandibulare
- Leiopus pleuriticus
- Leptocometes acutispinis
- Leptostylus armatus
- Leptostylus cretatellus
- Leptostylus gnomus
- Leptostylus obscurellus
- Leptostylus ovalis
- Leptostylus paraleucus
- Leptostylus perniciosus
- Leptostylus saxuosus
- Lepturdrys novemlineata
- Lepturgantes candicans
- Lepturgantes prolatus
- Lepturgantes variegatus
- Lepturges epagogus
- Lepturges griseostriatus
- Lepturges inscriptus
- Lepturges villiersi
- Lepturges virgulti
- Lepturges beaveri
- Lepturges callinus
- Lepturges canocinctus
- Lepturges cingillus
- Lepturges complanatus
- Lepturges comptus
- Lepturges curvilinea
- Lepturges elegantulus
- Lepturges elimata
- Lepturges eurynota
- Lepturges fasciculatoides
- Lepturges fischeri
- Lepturges hahneli
- Lepturges hylaeanus
- Lepturges insignis
- Lepturges limpidus
- Lepturges linearis
- Lepturges malkini
- Lepturges multilineatus
- Lepturges unicolor
- Lepturges virgatus
- Lepturges zonula
- Leus ramuli
- Lithargyrus melzeri
- Lochmaeocles callidryas
- Lochmaeocles consobrinus
- Lochmaeocles pulcher
- Lochmaeocles sladeni
- Longilepturges xantholineatus
- Lophopoeum bruchi
- Lophopoeum carinatulum
- Lophopoeum forsteri
- Lophopoeum freudei
- Lophopoeum fuliginosum
- Lophopoeum timbouvae
- Lycidola flavofasciata
- Lycidola simulatrix
- Lycomimus albocinctus
- Lydipta conspersa
- Lydipta senicula
- Lypsimena fuscata
- Lypsimena nodipennis
- Macronemus asperulus
- Macropophora accentifer
- Macropophora lacordairei
- Macropophora trochlearis
- Malacoscylus auricomus
- Malacoscylus cinctulus
- Malacoscylus lanei
- Mariliana cicadellida
- Megacera acuminata
- Melzerella huedepohli
- Melzerella monnei
- Melzerus difficilis
- Microplia nigra
- Midamiella hecabe
- Midamiella santaremensis
- Mimolaia buckleyi
- Mimolaia variicornis
- Montesia bosqi
- Montesia leucostigma
- Murupeaca pinimatinga
- Myoxinus pictus
- Myoxomorpha funesta
- Nealcidion armatum
- Nealcidion badium
- Nealcidion bicristatum
- Nealcidion cereicola
- Nealcidion cristulatum
- Nealcidion emeritum
- Nealcidion hylaeanum
- Nealcidion laetulum
- Nealcidion quinquemaculatum
- Nealcidion sexguttatum
- Nealcidion singulare
- Nealcidion strigilis
- Neoamphion triangulifer
- Neobrachychilus consobrinus
- Neocherentes dilloniorum
- Neodillonia albisparsa
- Neoeutrypanus generosus
- Neoeutrypanus nobilis
- Neolampedusa obliquator
- Neseuterpia couturieri
- Nesozineus apharus
- Nesozineus bucki
- Nesozineus clarkei
- Nesozineus juninensis
- Nesozineus puru
- Nesozineus simile
- Nesozineus triviale
- Nyctonympha andersoni
- Nyctonympha annulipes
- Nyctonympha carioca
- Nyctonympha flavipes
- Nyctonympha punctata
- Nyssocarinus humeralis
- Nyssodrysilla lineata
- Nyssodrysina infima
- Nyssodrysina lineatocollis
- Nyssodrysina scutellata
- Nyssodrysina spreta
- Nyssodrysina venusta
- Nyssodrysternum bolivianum
- Nyssodrysternum borneanum
- Nyssodrysternum caudatum
- Nyssodrysternum cingillum
- Nyssodrysternum conspicillare
- Nyssodrysternum cretatum
- Nyssodrysternum diopticum
- Nyssodrysternum multilineatum
- Nyssodrysternum ocellatum
- Nyssodrysternum poriferum
- Nyssodrysternum proximum
- Nyssodrysternum ptericoptum
- Nyssodrysternum rubiginosum
- Nyssodrysternum serpentinum
- Nyssodrysternum signiferum
- Nyssodrysternum spilotum
- Nyssodrysternum striatellum
- Nyssodrysternum taeniatum
- Obereoides antennatus
- Octotapnia ceiaca
- Octotapnia exotica
- Oedopeza apicale
- Oedopeza costulata
- Oedopeza cryptica
- Oedopeza flavosparsa
- Oedopeza maculatissima
- Oedopeza ocellator
- Oncideres amo
- Oncideres anama
- Oncideres apicalis
- Oncideres aragua
- Oncideres aurivillii
- Oncideres boliviana
- Oncideres cephalotes
- Oncideres colombiana
- Oncideres diringsi
- Oncideres fulva
- Oncideres germarii
- Oncideres gutturator
- Oncideres minuta
- Oncideres multicincta
- Oncideres nicea
- Oncideres saga
- Oncideres satyra
- Oncideres stillata
- Oncideres ulcerosa
- Oncideres vitiliga
- Oncideres wappesi
- Olivensa cephalotes
- Olivensa megacephala
- Onalcidion fibrosum
- Onychocerus aculeicornis
- Onychocerus albitarsis
- Onychocerus crassus
- Oreodera aerumnosa
- Oreodera basipenicillata
- Oreodera bituberculata
- Oreodera boliviana
- Oreodera cretata
- Oreodera fluctuosa
- Oreodera forsteri
- Oreodera glauca
- Oreodera hassenteufeli
- Oreodera lanei
- Oreodera occulta
- Oreodera ohausi
- Oreodera olivaceotincta
- Oreodera paulista
- Oreodera quinquetuberculata
- Oreodera semiporosa
- Oreodera tuberculata
- Oxathres boliviana
- Oxathres griseostriata
- Oxathres maculosa
- Oxathres navicula
- Oxathres ornata
- Ozineus achirae
- Ozineus argus
- Ozineus caliginosus
- Ozineus cinerascens
- Ozineus doctus
- Ozineus griseostigma
- Ozineus nyssodroides
- Ozineus orbiculus
- Ozineus striatus
- Ozineus strigosus
- Pachypeza joda
- Palame crassimana
- Palpicrassus inexpectatus
- Paracallia bonaldoi
- Paracallia giesberti
- Paralcidion bilineatum
- Paranisopodus genieri
- Parasemolea boliviana
- Paratenthras martinsi
- Parepectasoides boliviana
- Parmenonta maculata
- Parmenonta punctigera
- Paroecus rigidus
- Pattalinus mirificus
- Pattalinus griseolus
- Pattalinus lineatus
- Pattalinus strigosus
- Penaherreraus centrolineatus
- Penaherreraus pubicornis
- Penaherreraus sarryi
- Pentheochaetes apicalis
- Peritrox denticollis
- Peritrox nigromaculatus
- Phaea coccinea
- Phaula lichenigera
- Phaula splendida
- Phaula thomsoni
- Phoebe alba
- Phoebe bicornis
- Phoebe concinna
- Phoebe ornator
- Phoebe parvimacula
- Phoebe spegazzinii
- Phoebe subalbaria
- Phoebe tinga
- Phoebemima albomaculata
- Phoebemima ensifera
- Piampatara proseni
- Piratininga mocoia
- Piola quiabentiae
- Piola rubra
- Plagiohammus confusor
- Plerodia singularis
- Polyrhaphis angustata
- Polyrhaphis argentina
- Polyrhaphis gracilis
- Polyrhaphis papulosa
- Polyrhaphis pilosa
- Polyrhaphis skillmani
- Polyrhaphis spinosa
- Porangonycha princeps
- Potiapunga lata
- Poticuara exilis
- Priscatoides tatila
- Proplerodia piriana
- Psapharochrus alboguttatus
- Psapharochrus albomaculatus
- Psapharochrus albonigrus
- Psapharochrus atrosignatus
- Psapharochrus bialbomaculatus
- Psapharochrus bimaculatus
- Psapharochrus bivittus
- Psapharochrus comptus
- Psapharochrus corticarius
- Psapharochrus flavitarsis
- Psapharochrus homonymus
- Psapharochrus inaequalis
- Psapharochrus irumus
- Psapharochrus jaspideus
- Psapharochrus laetificus
- Psapharochrus lanei
- Psapharochrus lateralis
- Psapharochrus maculatissimus
- Psapharochrus magnus
- Psapharochrus meleagris
- Psapharochrus nearnsi
- Psapharochrus nigricans
- Psapharochrus nigropunctatus
- Psapharochrus phasianus
- Psapharochrus pinima
- Psapharochrus satellinus
- Pseudaethomerus maximus
- Pseudobeta seabrai
- Pseudobeta transversa
- Pseudocobelura prolixa
- Pseudogisostola reichardti
- Pseudomecas femoralis
- Pseudophaula porosa
- Pseudophaula strigulata
- Pseudosparna boliviana
- Pseudotaeniotes mimus
- Ptericoptus acuminatus
- Ptericoptus dorsalis
- Punctozotroctes bolivianus
- Purusia acreana
- Purusiella wappes
- Pyrianoreina hovorei
- Pyrianoreina piranga
- Recchia acutipennis
- Recchia albicans
- Recchia boliviana
- Recchia distincta
- Recchia gemignanii
- Recchia goiana
- Recchia gracilis
- Recchia parvula
- Recchia procera
- Rhaphiptera boliviana
- Rhaphiptera oculata
- Rhaphiptera nodifera
- Rosalba consobrina
- Rosalba dissimilis
- Rosalba fimbriata
- Rosalba formosa
- Rosalba incrustabilis
- Rosalba inscripta
- Rosalba pulchella
- Rosalba tanimbuca
- Rumacon canescens
- Scleronotus angulatus
- Sorelia ferruginea
- Sporetus seminalis
- Steirastoma aethiops
- Steirastoma breve
- Steirastoma coenosa
- Steirastoma genisspina
- Steirastoma stellio
- Steirastoma zischkai
- Stenolis angulata
- Stenolis marcelae
- Sternycha clivosa
- Sternycha diasi
- Suipinima marginalis
- Suipinima pitanga
- Suipinima suturalis
- Suipinima una
- Sympagus bimaculatus
- Sympagus buckleyi
- Sympagus favorabilis
- Symperga balyi
- Taeniotes amazonum
- Taeniotes boliviensis
- Taeniotes chapini
- Taeniotes dentatus
- Taeniotes farinosus
- Taeniotes monnei
- Taeniotes orbignyi
- Taeniotes praeclarus
- Taeniotes pulverulentus
- Tapeina melzeri
- Tapeina paulista
- Tapeina rubronigra
- Tapeina rudifrons
- Taurolema cicatricosa
- Taurolema flavocincta
- Tenthras obliteratus
- Tethystola cincta
- Tibiosioma maculosa
- Trachysomus apipunga
- Trachysomus arriagadai
- Trachysomus cavigibba
- Trachysomus clarkei
- Trachysomus hydaspes
- Trestoncideres albiventris
- Trestoncideres laterialba
- Trestonia frontalis
- Trestonia lateapicata
- Trestonia morrisi
- Trestonia solangeae
- Trestonia turbula
- Trichohippopsis exilis
- Trichohippopsis magna]
- Trichohippopsis suturalis
- Trichonyssodrys aureopilosus
- Trichotithonus curvatus
- Trichotithonus tenebrosus
- Trigonopeplus abdominalis
- Tropanisopodus andinus
- Tropidozineus adustus
- Tropidozineus albidus
- Tropidozineus fulveolus
- Tropidozineus vicinus
- Tropidozineus wappesi
- Trypanidius andicola
- Trypanidius apicalis
- Trypanidius mimicavus
- Trypanidius notatus
- Tulcoides tibialis
- Tulcus diaphorus
- Tulcus liturus
- Tulcus paganus
- Tulcus pallidus
- Tulcus pepoatus
- Tulcus pigrus
- Tulcus pullus
- Tybalmia orbis
- Tyrinthia capillata
- Urgleptes dorcadioides
- Urgleptes ovalis
- Urgleptes trilineatus
- Venustus zeteki
- Xenocallia punctatissima
- Xenofrea arcifera
- Xenofrea camixaima
- Xenofrea nana
- Xenofrea obscura
- Xenofrea pseudomurina
- Xenofrea puma
- Xenofrea punctata
- Xenofrea trigonalis
- Xenofrea zischkai
- Xylergates elaineae
- Xylergates lacteus
- Xylergates picturatus
- Yapyguara fusca
- Zeale dubia
- Zeale nigromaculata
- Zikanita biocellata

#### Zmorsznikowe(Lepturinae)
- Cyphonotida rostrata
- Euryptera latipennis
- Lycochoriolaus angustisternis
- Lycochoriolaus lyciformis
- Megachoriolaus bicolor
- Megachoriolaus clarkei
- Strangalia albicollis
- Strangalia bivittata
- Strangalia flavocincta
- Strangalia rubiginosa
- Strangalia rubricollis
- Strangalia suavis
- Strangalia xanthomelaena

### Osówkowate(Vesperidae)
W Boliwii stwierdzono m.in:
- Anoploderma bicolor
- Anoploderma breueri
- Pathocerus wagneri

### Podryjowate(Attelabidae)
W Boliwii stwierdzono m.in:
- Auletobius kuscheli
- Auletobius nitidus
- Clinolabus boliviensis
- Eugnamptus atratulus
- Eugnamptus maculifer
- Eugnamptus nigriceps
- Euscelus deletangi
- Euscelus gemellatus
- Euscelus lizeri
- Euscelus submaculatus
- Omolabus lituratus
- Omolabus placidus

### Pustoszowate(Ptinidae)
W Boliwii stwierdzono m.in:
- Calymmaderus germaini
- Lasioderma serricornis
- Petalium carinaticeps
- Priotoma vicina
- Ptinus brasiliensis
- żywiak chlebowiec (Stegobium paniceum)
- Trigonogenius nigronotatus
- Xyletinus boliviensis

### Stonkowate(Chrysomelidae)
W Boliwii stwierdzono m.in:

#### Strąkowcowate(Bruchinae)
- strąkowiec fasolowy (Acanthoscelides obtectus)
- Amblycerus dispar
- Callosobruchus maculatus
- Pseudopachymerina spinipes
- Zabrotes subfasciatus